# Лучосская низина
Лучо́сская низина, Лучо́сы низина (бел. Лучо́ская нізіна) — физико-географический район Белорусско-Валдайской провинции. Расположена на северо-востоке Белоруссии на территории Витебского, Лиозненского, Дубровенского, Сенненского и Оршанского районов Витебской области.
Лучосы низина на юге граничит с Горецко-Мстиславской возвышенной равниной и Оршанской возвышенностью, на севере с Витебской возвышенностью, на западе с Чашникской равниной, а на востоке заходит на территорию России. Приурочена к Оршанской впадине.
Центральная часть низины сложена озёрно-ледниковыми песчано-глинистыми отложениями, на окраинах — моренными и водно-ледниковыми. Осадочный чехол сложен из пород среднерифейско-нижнедевонского комплекса, среднего и верхнего девона. В эпоху Поозёрского оледенения на месте низины существовал приледниковый водоём.
Поверхность Лучосской низины пологоволнистая, местами плоская. Расчленена долинами рек, котловинами и ложбинами стока. Относительные высоты до 3 м. На отдельных участках с озёрными котловинами, камами, озами, моренными холмами и дюнами относительные высоты составляют от 5 до 15 метров. Почвы дерново-подзолистые, в понижениях торфяно-болотные и дерновые заболоченные.
Протяжённость Лучосской низины с севера на юг составляет около 50 км, с запада на восток 50—60 км, высота над уровнем моря 155—175 м.
Речная сеть относится к бассейну Западной Двины (основная река — Лучоса с притоками) и Днепра (река Оршица в южной части низины). На территории низины находятся озёра Ореховское, Девинское, Серокоротня, Зеленское, Ордышево и другие.
Долина Лучосы и её участки использовались как волоки на пути «Из варяг в греки».